# Teleki-kastély (Gernyeszeg)
A gernyeszegi Teleki-kastély (románul Castelul Teleki) Romániában, Erdélyben, Maros megyében álló kastély, amelyben a 20. század második felében gyermekotthon és tüdőbetegek számára fenntartott rész működött. Teleki Mihály erdélyi kancellár leszármazottai között találjuk a gernyeszegi kastély építőit: Teleki Lászlót és Teleki Józsefet is. Az egykori „legszebb erdélyi kastélyt”, a „Maros ékköve” jelzővel ihletett épületegyüttest, manapság már csak a külseje sejteti.

## Története
A kastély terveit Mayerhoffer András készítette, így alaktanilag a Pest környéki ún. Grassalkovich-stílusú együttesekhez kapcsolódik.
A lassan folyó építkezés 1792 táján fejeződött be, előtte azonban a Telekiek egy kertészt szerződtettek a régi várárkok helyébe tervezendő franciakert megvalósítására.
Az épület alaprajza U alakú, egyemeletes, középső része kupolaszerűen kiemelkedik. Érdekessége, hogy az év beosztásának megfelelően 52 szobája van és 365 ablaka.
Az emeleti nagy szalonban található rokokó fehér porcelánkályha, az üvegcsillár, a kis szalon márvány kandallója az egykori berendezés szépségére és a Teleki család ízlésére enged következtetni.
Az erdélyi főúri kastélyokhoz hasonlóan a gernyeszegi kastélyt is kozák katonák dúlták fel 1849-ben.
A második világháborúban a front átvonulása után az épületet teljesen kiürítették, a felbecsülhetetlen értékek nyomtalanul eltűntek. A gernyeszegi születésű, református felekezetű gróf széki Teleki Mihály (1908–1988), okleveles mezőgazdász, a Johannita rend lovagja, a kastély utolsó urától 1949-ben elvették, és az épületbe a román Egészségügyi Minisztérium költözött be. 2009-ig egy TBC-megelőző intézet és ehhez kapcsolódó gyermekotthon működött benne. A marosvásárhelyi születésű gróf széki Teleki Kálmán (1947) és fivérei visszaperelték apjuk kastélyát, és azóta részben renoválták, valamint rendezvényeket szerveznek benne.

## Képek

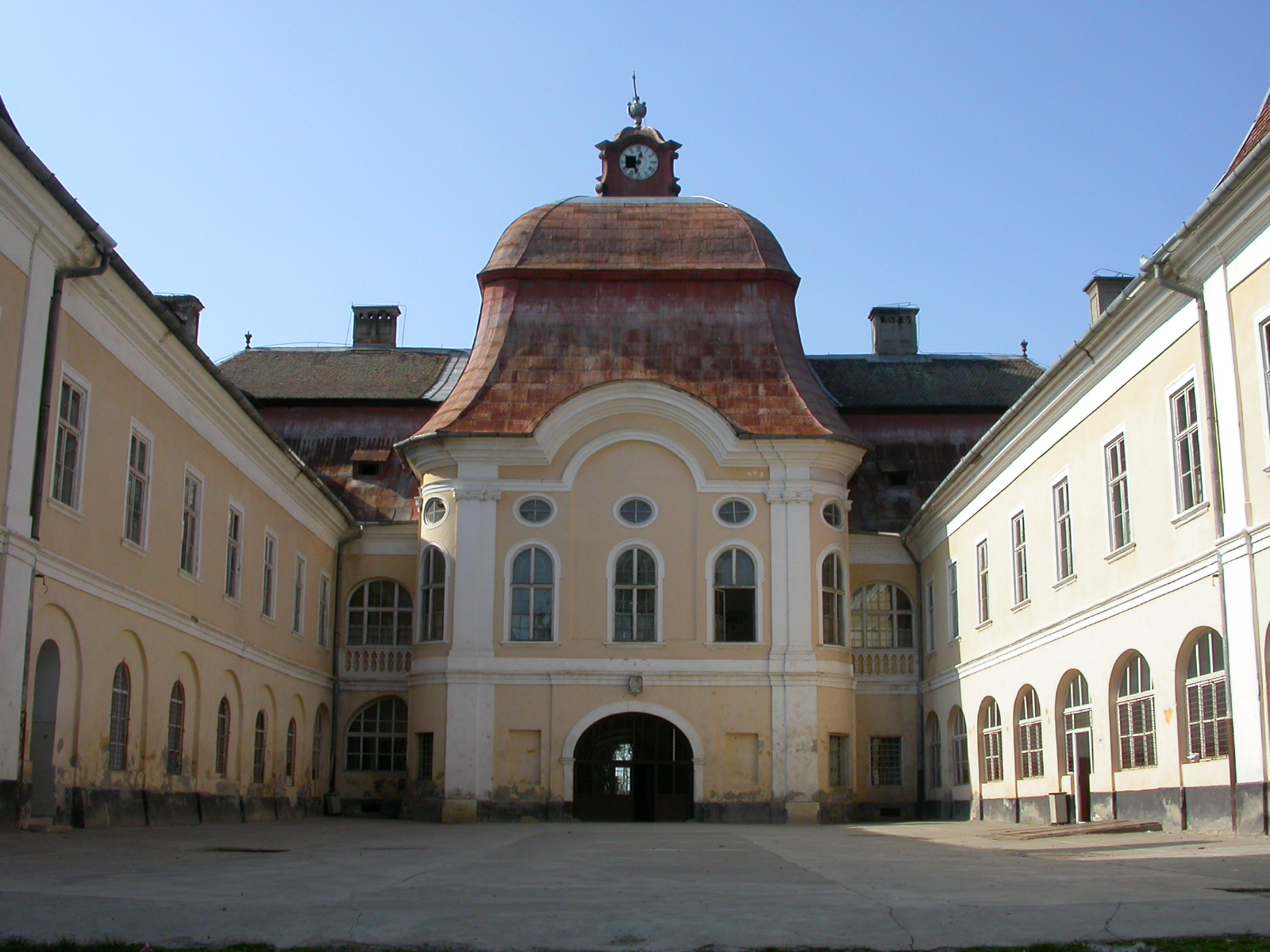
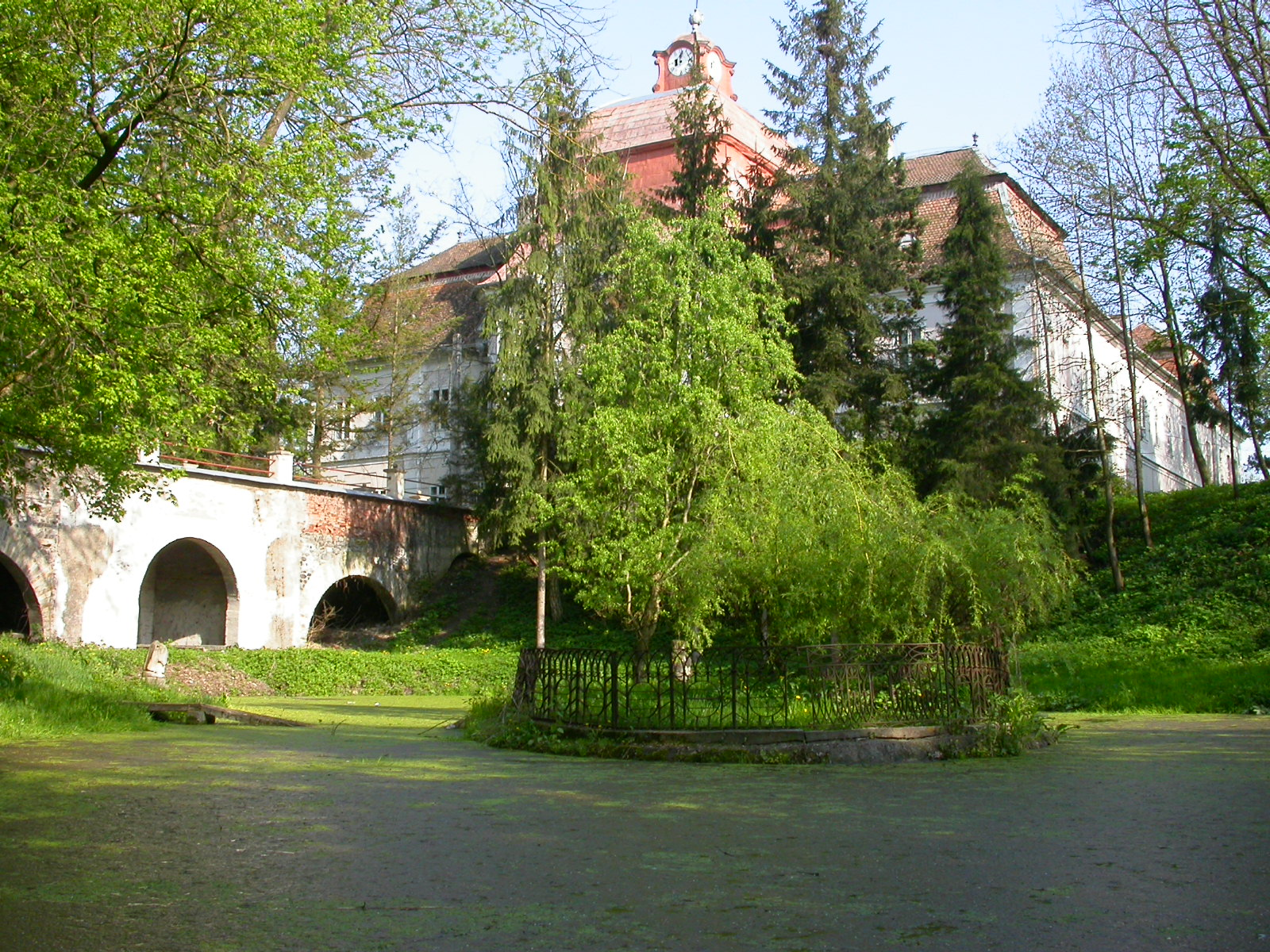